# Club Natació Poble Nou
Il Club Natació Poble Nou è una società polisportiva spagnola con sede nell'omonimo quartiere di Barcellona. Si occupa di nuoto, pallanuoto e rugby.
Fu fondata nel 1930 come società di vela, e registrata alla Federazione Catalana nel 1931. I tentativi iniziali di costruire una piscina furono infruttuosi, specialmente per i numerosi contrattempi con l'amministrazione pubblica cittadina e a diverse incredibili condizioni atmosferiche che impedivano i lavori. Nel 1951, l'allora presidente Leoncio Domènech, in occasione del 20º anniversario del club, emanò un comunicato in cui lamentava la scarsa sensibilità da parte del comune di Barcellona sull'argomento: "La nostra gioventù ha bisogno di una piscina che sia facilmente raggiungibile all'uscita dalle fabbriche e dagli uffici, e questo non è possibile se quella più vicina si trova a Montjuïc, dall'altra parte di Barcellona."
Dopo numerosi anni di perseveranza nel tentativo di costruire la sede del club in riva al mare, la società dovette abbandonare l'idea a causa dei continui disastri provocati dalle acque che puntualmente distruggevano i lavori. Si decise pertanto di ubicare la sede in un edificio nella piazza Lope de Vega, che viene inaugurata nel 1960.
In quegli anni diverse sezioni diedero lustro al club (pallacanestro, pallamano, hockey su pista, calcio a 5 tra le altre), ma fu soprattutto la sezione rugbistica, aperta nel 1952, a dare maggior visibilità al club, specialmente negli anni 70.